# Chrysopogon parvus
Chrysopogon parvus là một loài ruồi trong họ Asilidae. Chrysopogon parvus được Clements miêu tả năm 1985. Loài này phân bố ở miền Australasia.